# Kazimierz Florian Czartoryski
Kazimierz Florian Czartoryski (ur. przed 1620 rokiem w Klewaniu, zm. 15 maja 1674 w Warszawie) – książę, arcybiskup gnieźnieński i prymas Polski, biskup poznański i kujawski, kanonik płocki, wileński i krakowski, proboszcz w Klewaniu, sekretarz królewski.

## Życiorys
Był najstarszym synem Mikołaja Jerzego Czartoryskiego i Izabeli Koreckiej.
W Rzymie uzyskał tytuł doktora teologii i przyjął święcenia kapłańskie. Został sekretarzem króla Władysława IV. W 1651 został biskupem poznańskim, w 1655 zamienił tę godność, stając się biskupem kujawskim. W czasie potopu szwedzkiego schronił się wraz z królem Janem Kazimierzem na Śląsku, gdzie z przerwami przebywał do lipca 1657. Od 1661 popierał projekty królowej Polski Ludwiki Marii Gonzagi elekcji vivente rege. Starał się pogodzić skonfederowane wojsko koronne z królem podczas rokoszu Lubomirskiego. Doprowadził do ugody w Łęgonicach 31 sierpnia 1666. Na sejmie abdykacyjnym 16 września 1668 roku podpisał akt potwierdzający abdykację Jana II Kazimierza Wazy. Był członkiem konfederacji generalnej zawiązanej 5 listopada 1668 roku na sejmie konwokacyjnym. Był elektorem Michała Korybuta Wiśniowieckiego w 1669 roku z województwa brzeskokujawskiego. W czasie kryzysu 1672 występował jako mediator pomiędzy zwaśnionymi obozami, stając w obronie króla Michała Korybuta Wiśniowieckiego.
Reskryptem z 11 kwietnia 1669 wydanym w Smardzewicach jako biskup kujawski pod karą klątwy zabronił poddawania torturom bez dowodów winy, a na podstawie samego tylko oskarżenia, powtórnego brania na tortury odwołujących zeznania, jak również podpowiadania nazwisk rzekomych wspólników, stosowania nowych rodzajów tortur nie przewidzianych w przepisach, zakazywania apelacji. Zabronił też pławić, więzić i wydawać wyroki, nim cały proces do biskupa odesłany nie zostanie. „Życzymy na koniec i napominamy wszystkich sędziów, którzy mają żarliwość świętej sprawiedliwości, aby karali grzechy, jednak nie tajemne i których trudno dowieść, lecz tylko jawne, na przykład zabójstwa, kradziestwa, wydarcia, oszukiwania i gwałty, zdrady w kupiectwach, w rzeczach, do odziewania, albo pożywienia należących, cudzołóstwa także, obciążenia ubogich, pijaństwa, świąt nieświęcenie, potwarze itp.” Zdaniem Zygmunta Glogera okólnik ten wyprzedzał europejskie ustawodawstwa o cały wiek (w Rzeczypospolitej Obojga Narodów ustawa Sejmu 1776 r. „Konwikcje w sprawach kryminalnych” zabroniła używania tortur we wszystkich sprawach kryminalnych, a kary śmierci w sprawach o czary). Zawarte w reskrypcie ograniczenie stosowania tortur (bo jeszcze nie całkowity ich zakaz) przypomina z kolei wcześniejsze o wiek podobne nauki Bartłomieja Groickiego zawarte w „Postępku sądów około karania na gardle” (1559).
Był deputatem z Senatu do Rady Wojennej przy królu w 1673 roku.
15 kwietnia 1673 po śmierci prymasa Mikołaja Prażmowskiego objął jego urząd z mianowania królewskiego. W 1674 został zatwierdzony przez papieża. Od chwili śmierci króla Michała 10 listopada 1673 był interreksem Polski. Był członkiem konfederacji generalnej zawiązanej 15 stycznia 1674 roku na sejmie konwokacyjnym.
Zmarł 15 maja 1674 nie zdoławszy odbyć ingresu do prymasowskiej katedry.
Pochowany w kościele klasztornym Narodzenia NMP i Św. Ignacego Loyoli w Warszawie.